# Las Pilas, Hidalgo kommun
Las Pilas är en ort i Mexiko.   Den ligger i kommunen Hidalgo och delstaten Michoacán de Ocampo, i den södra delen av landet, 160 km väster om huvudstaden Mexico City. Las Pilas ligger 2 115 meter över havet och antalet invånare är 448.
Terrängen runt Las Pilas är huvudsakligen kuperad. Las Pilas ligger nere i en dal. Runt Las Pilas är det ganska tätbefolkat, med 90 invånare per kvadratkilometer. Närmaste större samhälle är Ciudad Hidalgo, 9,8 km öster om Las Pilas. I omgivningarna runt Las Pilas växer huvudsakligen savannskog.